# بينين (باد كاليه)
بينين، باد كاليه (بالفرنسية: Penin)‏ هي بلدية تقع في إقليم باد كاليه من منطقة نور با دو كاليه في شمال فرنسا. تبلغ مساحة هذه المدينة 9.14 (كم²)، وترتفع عن سطح البحر 133 م، يبلغ عدد سكانها 404 نسمة حسب إحصاء المعهد الوطني للإحصاء والدراسات الاقتصادية سنة 2009 م. وترأس Jean-Marie Lavigne البلدية خلال فترة (2008-2014).